# Айдалія (Колорадо)
Айдалія (англ. Idalia) — переписна місцевість (CDP) в США, в окрузі Юма штату Колорадо. Населення — 97 осіб (2020).

## Географія
Айдалія розташована за координатами 39°42′11″ пн. ш. 102°17′38″ зх. д. / 39.70306° пн. ш. 102.29389° зх. д. (39.702917, -102.293827).  За даними Бюро перепису населення США в 2010 році переписна місцевість мала площу 0,22 км², уся площа — суходіл.

## Демографія
Згідно з переписом 2010 року, у переписній місцевості мешкало 88 осіб у 31 домогосподарстві у складі 25 родин. Густота населення становила 400 осіб/км².  Було 39 помешкань (177/км²).
Расовий склад населення:
| - 96,6 % — білих - 3,4 % — осіб інших рас |

До двох чи більше рас належало 0,0 %. Частка іспаномовних становила 25,0 % від усіх жителів.
За віковим діапазоном населення розподілялося таким чином: 35,2 % — особи молодші 18 років, 51,2 % — особи у віці 18—64 років, 13,6 % — особи у віці 65 років та старші. Медіана віку мешканця становила 31,0 року. На 100 осіб жіночої статі у переписній місцевості припадало 114,6 чоловіків;  на 100 жінок у віці від 18 років та старших — 128,0 чоловіків також старших 18 років.
Цивільне працевлаштоване населення становило 20 осіб. Основні галузі зайнятості: сільське господарство, лісництво, риболовля — 35,0 %, освіта, охорона здоров'я та соціальна допомога — 25,0 %, мистецтво, розваги та відпочинок — 20,0 %.